# Benedito Monteiro
Benedito Monteiro (Potim, 30 de agosto de 1914 — Taubaté, 2 de abril de 2017), popularmente conhecido por Bê Monteiro, foi um militar, cantor e violonista brasileiro de música popular.

## Carreira
Benedito Monteiro nasceu no dia 30 de agosto de 1914, na cidade de Potim, então distrito da cidade de Guaratinguetá.
Ao ouvir, em 1928, Américo Jacomino, o Canhoto, ao violão, interpretando a valsa "Abismo de rosas", resolveu seguir os seus passos, aprendendo a tocar violão.
Em 1931, se alistou no Exército Brasileiro atuando no 5º Batalhão de Caçadores de Taubaté.Começou a executar banjo na jazz-band do 2º Batalhão do 5º Regimento de Infantaria, onde havia-se apresentado como voluntário.
Em 1932, no Forte de Itaipu na cidade de Praia Grande no Estado de São Paulo, ele foi auxiliar de artilheiro da segunda peça de canhões 105mm. Foi também telemetrista no alto do morro de Itaipu, a fim de estabelecer as distâncias dos navios de guerra e comunicar ao comando do Forte pelo telefone de campanha.
Em agosto de 1932, em plena Revolução Constitucionalista, o Comando da Companhia a qual ele pertencia recolheu todos os postos para a sede, embarcando com destino a outras frentes de combate, como Borda da Mata, Arthur Nogueira, Cosmópolis, Cruzeiro, Cunha e Bandeirantes. Já ao fim da revolução foi preso por uma sentinela camuflada das tropas legalistas e enquanto prisioneiro trabalhou como copeiro e ajudante de cozinha como prisioneiro.Para Benedito Monteiro: 
| “ | A revolução é triste por quem se foi, mas não podemos nos esquecer de onde ela nos levou. Não quero que essa memória morra, isso é o que mantém a honra de quem se foi. | ” |

Terminada a revolução, apresentou-se em seu quartel, o 2º Batalhão do 5º Regimento de Infantaria em Lorena. Em 1935, requereu sua baixa do serviço ativo do Exército com 21 anos de idade. No mesmo ano alistou-se nas fileiras da Força Pública de São Paulo, em que ficaria até sua reforma, na agora denominada na Polícia Militar do Estado de São Paulo. Incorpora-se à Banda de Música do 5º Batalhão de Caçadores, sediado em Taubaté, onde executou saxofone por mais de 18 anos. Frequentou a Escola de Música e Artes Plásticas Fego Camargo da cidade, onde mais tarde assumiu a cadeira do curso livre para violão.
Em 1953 seguiu para a serra de Ubatuba, comandando um grupo de captura, por ocasião da rebelião dos presos da Ilha Anchieta. Foi delegado de polícia substituto em São Bento do Sapucaí em fins dos anos 1950.
Aposentado da Polícia Militar, assumiu a carreira de cantor e violonista, prática que já exercia desde a juventude. Chegou a ser membro de júri em concursos de músicas populares e carnavalescas. 
Tornou-se também membro da Associação dos Artesãos de Taubaté.
Em 2011, aos 97 anos de idade, Bê Monteiro publicou a obra autobiográfica A Farda e a Partitura, com coletâneas de suas lembranças, relatos sobre sua atuação na Revolução Constitucionalista e na Polícia Militar de São Paulo, além de demais passagens inesquecíveis do que há de mais belo e precioso em sua jornada de vida. O compositor integra a Academia Taubateana de Letras.
Em 2015, Bê Monteiro foi homenageado pela Câmara de vereadores de Tremembé, município de sua residência. Na cerimônia, o veterano do Exército e da Polícia Militar de São Paulo recebeu homenagens da corporação em que foi capitão.
Benedito Monteiro vivia em Tremembé e veio a falecer no dia 2 de abril de 2017 em Taubaté.Até então era o ex-combatente de maior idade ainda vivo da Revolução Constitucionalista de 1932. Ele completaria 103 anos em agosto.

## Discografia
- Bê Monteiro e seus amigos

## Publicações
- Monteiro, Benedito (2011). A farda & A partitura: biografia de Benedito Monteiro, conforme relato a um jornalista amigo. São Paulo: All Print. ISBN 9788577189090